# 非自由主義的民主主義
非自由主義的民主主義（ひじゆうしゅぎてきみんしゅしゅぎ、英: illiberal democracy）とは、擬似民主主義(pseudo democracy)、部分的民主主義(partial democracy)、低度民主主義(low intensity democracy)、空の民主主義(empty democracy)、組み合わせ体制(hybrid regime)、権限委譲民主主義(delegative democracy)などとも呼ばれ、制度的には民主制だが、実質的には自由が制限されている政治体制である。
そこでは選挙は実施されるが、市民は自由権の不足によって実際の権力者の活動に関する知識から切り離されており、「開かれた社会」ではなく、実質的には権威主義的政治体制の1つともされる。この状態は、制度上は政治権力を制限しているが、言論の自由や集会の自由、知る権利など市民の政府への自由は無視されており、自由主義の適切な法的な構築された枠組みはほぼ存在せず、法治主義はあっても法の支配がない状況となっている。
また往々にして極度に中央集権的であり、権力の分立も（三権分立と地方自治の双方で）乏しい。このため行政国家化する傾向が強い。

## 実例
こうした国家の例としてはシンガポールが挙げられることが多い。同国では「建国の父」とされるリー・クアンユー首相（のち首相はゴー・チョクトン、クアンユーの息子のシェンロンに代わる）の強力な開発独裁的リーダーシップの下、人民行動党によるヘゲモニー政党制と警察国家体制が敷かれ、野党は存在を許されてはきたが国会の総選挙ではほとんど議席を獲得できない状況が2013年現在まで続いている。例えば選挙制度が与党（つまり人民行動党）に有利であるため、2006年の総選挙（無投票当選となった選挙区も多かった）では野党勢力が30％を超える得票率を稼いだにもかかわらず、わずか2議席にとどまった。
またフランスでは自由主義者から、ボナパルティズム（ナポレオン・ボナパルトの統治である第一帝政も含むが、むしろナポレオン3世の第二帝政を暗に示す場合が多い）も民主主義を標榜しながら結局は政治的自由を抑圧し独裁を志向する権威主義体制とみなされていた。一例を挙げると第二帝政においては官選候補制度が復活・採用され、知事（中央政府による任命）は立法院の選挙において官選候補に様々な優遇を与える一方、非官選候補には様々な妨害を加えるようになった。

## 用語として
「非自由主義的民主主義」(illiberal democracy）の用語は、「自由民主主義」(liberal democracy）からの造語で、ファリード・ザカリアによって使用され、通常は雑誌フォーリン・アフェアーズの1997年の記事が参照される。日本では「非自由民主主義」、「リベラリズムなき民主主義」、「似非（えせ）民主主義」など多数の日本語訳が存在する。

## 参照
1. ↑  Juan Carlos Calleros, Calleros-Alarcó,The Unifinished Transition to Democracy in Latin America, Routledge, 2009, p1
2. ↑  General Election 2006
3. ↑  鹿島(2004) p.144
4. ↑  高村(2004) p.85-86
5. ↑  松井(1997) p.46
6. ↑  The Rise of Illiberal Democracy, Foreign Affairs, November/December 1997.